# Cerianthus filiformis
Cerianthus filiformis je druh červnatce, který patří do třídy korálnatců (Anthozoa). Cerianthus filiformis je rozšířený v Japonském moři.

## Popis a chování
Mezi mořskými živočichy patří k nejkrásnějším. Podobá se květu a svým vzhledem připomíná příbuzný druh mořských sasanek. Má natažené a svalnaté tělo, které může dosáhnout délky 35 cm. Má tvar velkého polypu s četnými pohyblivými chapadly. Odstín chapadel může být bílý, zelený, oranžový nebo fialový a centrální chapadla mohou mít jiné zbarvení než tykadla okrajová.
Žije osamoceně, chrání ho schránka trubkovitého tvaru, kterou se přichytává k mořskému dnu. Chapadla jsou vybavena jedovými kusadly, rozloženými do dvou soustředných kruhů. Při vyrušení se stáhne do své schránky, která mu slouží jako skrýš. Živí se drobnými korýši a rybkami. Nejdříve je omráčí jedovatou tekutinou a potom se jich zmocní chapadly. Některé drobné rybky teplých moří, například klauni, jsou vůči jedu imunní a rády se zdržují v jeho společnosti, ukryté mezi chapadly. Při náznaku nebezpečí se rychle skryjí do žahavého chomáče.